# Permette? Rocco Papaleo
Permette? Rocco Papaleo è un film del 1971 diretto da Ettore Scola.

## Trama
Rocco Papaleo, emigrato negli Stati Uniti d'America per fare fortuna come pugile, si ritrova dopo vent'anni a fare l'ascensorista in una miniera. Va a Chicago per assistere a un match e incontra una fotomodella, che se lo porta a casa per capriccio; ma Rocco si illude e decide di fermarsi in città per qualche giorno. A causa della sua ingenuità e del suo buon cuore gliene succedono di tutti i colori: fa conoscenza con un vecchio barbone pessimista e quasi senza vista, una prostituta di basso livello, un poliziotto cinico, un promettente pugile di colore, un omosessuale timido e tossicodipendente ed un capomastro siciliano come lui ma molto arrogante ed egoista; gli insulti della ragazza, alla fine, gli fanno aprire gli occhi.

## Produzione
Il film, originariamente ambientato a New York, fu poi girato a Chicago per ragioni produttive: a New York i sindacati del cinema erano molto forti e imponevano maestranze locali e Scola non avrebbe voluto rinunciare ai suoi abituali collaboratori. A Chicago il regista subì ugualmente le pressioni del sindacato, ma in modo meno stringente: alla troupe italiana fu affiancata una troupe statunitense, che si limitò ad assistere alla lavorazione senza permettersi di intervenire. Oltre che negli Stati Uniti, un episodio significativo fu girato nel ferrarese, presso un salumificio di Renazzo nel comune di Cento. La sequenza venne interpretata, oltre che da Mastroianni, da Umberto Travagli, celebre ristoratore di Ferrara.